# Nikołaj Krasnow młodszy
Nikołaj Nikołajewicz Krasnow młodszy, ros. Николай Николаевич Краснов (ur. 1918 w stanicy Uriupinskaja w Rosji, zm. 22 listopada 1959 w Argentynie) – oficer armii jugosłowiańskiej, oficer niemieckiej jednostki specjalnej Brandenburg, Rosyjskiego Korpusu Ochronnego, a następnie sztabu Kozackiego Stanu podczas II wojny światowej, emigracyjny publicysta i działacz społeczno-kulturalny.
Jego ojcem był płk Nikołaj N. Krasnow. Jego rodzina w listopadzie 1920 r. ewakuowała się wraz z wojskami białych z Krymu do Gallipoli, a następnie zamieszkała w Królestwie SHS. Nikołaj N. Krasnow młodszy ukończył tam średnią szkołę, a następnie szkołę wojenno-inżynieryjną. Służył jako podporucznik w jugosłowiańskiej armii. Był członkiem Jugosłowiańskiego Narodowego Ruchu „Zbor”. W kwietniu 1941 r. brał udział w krótkotrwałej wojnie z Niemcami, podczas której trafił do niewoli. We wrześniu tego roku ochotniczo wstąpił do Wehrmachtu. Walczył na froncie wschodnim w szeregach jednostki specjalnej Brandenburg; był ranny. Po wyleczeniu jesienią 1943 r. przeszedł do Rosyjskiego Korpusu Ochronnego działającego na Bałkanach, a następnie do sztabu Kozackiego Stanu atamana gen. Timofieja I. Domanowa. Na początku 1945 r. został dowódcą półsotni inżynieryjnej w 1 Kozackiej Szkole Junkierskiej. Jednocześnie pełnił funkcję inspektora szkoły. Po zakończeniu wojny został w Lienzu wraz z pozostałymi kozackimi oficerami wydany Sowietom. Skazany na karę ciężkich robót w łagrze przebywał na Syberii, gdzie w 1955 r. został zwolniony na wolność jako obcokrajowiec. Wyjechał do Szwecji, a następnie do Argentyny. Napisał książkę pt. Незабываемое, zawierającą jego wspomnienia z czasów wojny. Następnie przeniósł się do Argentyny, gdzie został wybrany atamanem stanicy im. P. N. Krasnowa. Aktywnie uczestniczył w działalności społeczno-kulturalnej rosyjskiej kolonii w Buenos Aires. Współzakładał tam rosyjski teatr, a także Stowarzyszenie Przyjaciół Rosyjskiego Teatru. Występował na scenie jako aktor. Zmarł 22 listopada 1959 r. podczas spektaklu На бойком месте.